# Чемпионат Туниса по волейболу среди мужчин
Чемпионат Туниса по волейболу среди мужчин — ежегодное соревнование мужских волейбольных команд Туниса. Проводится с 1956 года. Проходит по системе «осень—весна» в двух национальных дивизионах — А и В.

## Формула соревнований
Чемпионат 2023/2024 в дивизионе «А» состоял из двухкругового турнира, по результатам которого была определена итоговая расстановка.
В дивизионе «А» 2023/24 участвовало 12 команд: «Эсперанс» (Тунис), «Сфаксьен» (Сфакс), «Этуаль дю Сахель» (Сус), «Авенир Ла-Марса» (Ла-Марса), «Сайдия» (Сиди-Бу-Саид), «Олимпик» (Келибия), ЮСТС (Сфакс), «Мулудия Спорт де Бусалем» (Джендуба), «Бу-Мхель-эль-Бассатен» (Бен-Арус), «Хаммам-Лиф», АПС (Сфакс), «ФАТХ Хаммам Гезез» (Хаммам Гезез), «Спортивная ассоциация PTT» (Сфакс). Чемпионский титул в 7-й раз подряд выиграл «Эсперанс». 2-е место занял «Сфаксьен», 3-е — «Этуаль дю Сахель».

## Чемпионы
| - 1956 «Херцлия» - 1957 «Альянс Спортив» Тунис - 1958 «Альянс Спортив» Тунис - 1959 «Этуаль Гулеттуа» Ле-Крам - 1960 «Альянс Спортив» Тунис - 1961 «Этуаль Гулеттуа» Ле-Крам - 1962 «Авенир Мусульман» Ла-Марса - 1963 «Авенир Мусульман» Ла-Марса - 1964 «Эсперанс» Тунис - 1965 «Эсперанс» Тунис - 1966 «Эсперанс» Тунис - 1967 «Эсперанс» Тунис - 1968 «Эсперанс» Тунис - 1969 «Эсперанс» Тунис - 1970 «Авенир Марса» Ла-Марса - 1971 «Авенир Марса» Ла-Марса - 1972 «Транспорт» Сфакс - 1973 «Авенир Марса» Ла-Марса - 1974 «Олимпик Гулетт Крам» Ле-Крам - 1975 «Авенир Марса» Ла-Марса - 1976 «Эсперанс» Тунис - 1977 «Олимпик» Келибия - 1978 «Эсперанс» Тунис - 1979 «Сфаксьен» Сфакс - 1980 «Авенир Марса» Ла-Марса - 1981 «Клуб Африкэн» Тунис - 1982 «Сфаксьен» Сфакс - 1983 «Клуб Африкэн» Тунис - 1984 «Сфаксьен» Сфакс - 1985 «Сфаксьен» Сфакс - 1986 «Сфаксьен» Сфакс - 1987 «Сфаксьен» Сфакс - 1988 «Сфаксьен» Сфакс - 1989 «Клуб Африкэн» Тунис - 1990 «Клуб Африкэн» Тунис | - 1991 «Клуб Африкэн» Тунис - 1992 «Клуб Африкэн» Тунис - 1993 «Эсперанс» Тунис - 1994 «Клуб Африкэн» Тунис - 1995 «Этуаль дю Сахель» Сус - 1996 «Эсперанс» Тунис - 1997 «Эсперанс» Тунис - 1998 «Эсперанс» Тунис - 1999 «Эсперанс» Тунис - 2000 «Этуаль дю Сахель» Сус - 2001 «Этуаль дю Сахель» Сус - 2002 «Этуаль дю Сахель» Сус - 2003 «Олимпик» Келибия - 2004 «Сфаксьен» Сфакс - 2005 «Сфаксьен» Сфакс - 2006 «Этуаль дю Сахель» Сус - 2007 «Эсперанс» Тунис - 2008 «Эсперанс» Тунис - 2009 «Сфаксьен» Сфакс - 2010 «Сайдия» (Сиди-Бу-Саид) - 2011 «Этуаль дю Сахель» Сус - 2012 «Этуаль дю Сахель» Сус - 2013 «Сфаксьен» Сфакс - 2014 «Этуаль дю Сахель» Сус - 2015 «Эсперанс» Тунис - 2016 «Эсперанс» Тунис - 2017 «Этуаль дю Сахель» Сус - 2018 «Эсперанс» Тунис - 2019 «Эсперанс» Тунис - 2020 «Эсперанс» Тунис - 2021 «Эсперанс» Тунис - 2022 «Эсперанс» Тунис - 2023 «Эсперанс» Тунис - 2024 «Эсперанс» Тунис |